# Nesticus sheari
Nesticus sheari là một loài nhện trong họ Nesticidae.
Loài này thuộc chi Nesticus. Nesticus sheari được Willis J. Gertsch miêu tả năm 1984.